# Páni z Adlaru
Páni z Adlaru jsou starý český a moravský šlechtický rod.

## Jméno
Jméno rodu bylo podle orlice (německy Adler), kterou měli ve znaku. Podle toho pojmenovali i svoje sídlo Adlar nebo Adlary, jež se nepodařilo dosud lokalizovat.

## Historie
Jejich počátky jsou asi pokrevně spojené s pány ze Žerotína, čemuž by nasvědčovala i podobnost obou erbů.
V Přibíkově „Kronice české“ jsou zmínky o Plichtovi z Adlaru žijícím na počátku 14. století v okolí Žerotína. Na konci tohoto století pobývali na Šumavě, kde vlastnili statky okolo Strážova. V pozdější době měli statky v Čechách i na Moravě, patřily k nim např. Točník, Týřov a další.
V husitských válkách střídali svou přízeň mezi obě strany. Často sloužili v královských službách jako hejtmani, později i jako císařští radové, sudí apod. Habart držící hrad Týřov náležel ke katolické straně. Roku 1424 společně s Bedřichem z Donína a Janem ze Žďáru vytáhl k Praze s 154 koni. S Pražany se setkali u Vltavy, kde jich Habartova jednotka 24 zabila a 166 zajala a byli odvezeni na Týřov. Tam je držel, dokud je za výkupné 3000 kop grošů nepropustil. Okolo roku 1601 obnovil Bohuchval Valkoun z Adlaru zlonickou tvrz i okolní statek nacházející se severně od Slaného. Václav Jan Vojtěch získal pro Zlonice městská práva i právo na pořádání trhů. Roku 1701 jej povýšili do panského stavu, avšak právě jím rod roku 1722 vymřel.
Neexistují prameny, podle kterých by šlo určit jejich sídlo, a neví se ani, odkud pocházejí. Pravděpodobně se jedná o Adlar či Adlary.
Sňatky byli spřízněni s pány z Čachrova, z Mitrovic, z Říčan, Šárovci z Šárova s Valdštejny a s Věžníky.
Zajímavostí je, že ke kořenům rytířů z Adlar se hlásil i známý písmák, Milčický rychtář František Jan Vavák. V 16. století se vyskytuje poděbradská větev rytířů Vaváků z Adlar. Podle práce Jana Hellicha publikované ve „Věstníku kraje Poděbradského", III./1900, nacházíme rodopis rytířů Vaváku z Adlar od roku 1515 – Karel Vavák zvaný Vyšerovický a další genealogické údaje Hellichem uvedených. V roce 1639 zanikl Vavákům titul i erb, když rytíř Karel Vavák z Adlar (praděd známého Milčiského rychtáře Fraňka Vaváka) prodal statky ve Vyšerovicích, koupil statek v Pečkách s jedním lánem rolí a pojal za manželku sirotka selskou dívku a stal se poddaným poděbradského panství. Rodový archiv shořel roku 1750 při požáru. Rodokmen vlastnoručně psaný Františkem Janem Vavákem datovaný 5. května 1808 byl uložen do Musea království Českého jeho synem Vojtěchem. Jejich potomci žijí dodnes[kdy?]. Rodina Vaváků však se šlechtickým rodem Adlarů spřízněna nebyla a vyšehořovická tvrz v době jejich držby sloužila jako hospodářský dvůr, na kterém sídlili jako dvořáci, a nikoliv jako vrchnostenské sídlo, od kterého František Jan Vavák spřízněnost s Adlary odvozoval.

## Větve
V 15. století se rozdělili na dvě větve:
- Valkounové z Adlaru – drželi Obořiště, Červený Hrádek, Zlonice, Tmáň, Stradonice aj.
- Osovští z Adlaru – označení získali díky tvrzi Osov na Podbrdsku. Koncem 16. století vymřeli a jejich posledním známým členem byl Daniel Osovský.

## Erb
Ve stříbrném štítě se nachází černá rozkřídlená orlice se zlatou sponou a červenou zbrojí. Zlatě korunovaná hrncová helma je s černo-stříbrnými přikryvadly. Klenot má stříbrné, černé a stříbrné pštrosí péro.